# Hélène de Mecklembourg-Schwerin
Titre
Princesse royale de France
30 mai 1837 – 13 juillet 1842
(5 ans, 1 mois et 13 jours)
Hélène Louise Élisabeth de Mecklembourg-Schwerin, née le 24 janvier 1814 et morte le 17 mai 1858, épouse de Ferdinand-Philippe d'Orléans (1810-1842), prince royal et duc d'Orléans, fils aîné du roi Louis-Philippe, est une personnalité de la monarchie de Juillet.

## Famille
Petite-fille du grand-duc Frédéric-François Ier de Mecklembourg-Schwerin et de son épouse la princesse Louise de Saxe-Gotha-Altenbourg, Hélène est la fille du prince héréditaire Frédéric-Louis de Mecklembourg-Schwerin et de sa deuxième épouse, la princesse Caroline-Louise de Saxe-Weimar-Eisenach. Son prénom est un hommage à la première épouse de son père, la grande-duchesse Hélène Pavlovna de Russie qui mourut prématurément. La princesse Hélène est orpheline de bonne heure. Sa mère meurt en 1816 ainsi que son frère cadet encore au berceau. Conformément aux vœux de la défunte, son père se remarie rapidement à la princesse Augusta de Hesse-Hombourg, âgée de 42 ans. La petite princesse trouvera en sa belle-mère un soutien sans faille. Son père meurt en 1819 alors qu'elle a cinq ans. Son frère aîné Albert meurt à l'âge de 22 ans en 1834.
Le 30 mai 1837, au château de Fontainebleau, elle épouse le duc d'Orléans, fils aîné de Louis-Philippe Ier (1773-1850) et de la reine Marie-Amélie de Bourbon (1782-1866), princesse des Deux-Siciles.
De cette union naissent deux enfants :
- Philippe d'Orléans (1838-1894), comte de Paris et prétendant orléaniste au trône de France sous les noms de « Louis-Philippe II » puis de « Philippe VII ». En 1864, le comte de Paris épouse sa cousine germaine Marie-Isabelle d'Orléans (1848-1919), infante d'Espagne.

- Robert d'Orléans (1840-1910), duc de Chartres, qui épouse, en 1863, sa cousine germaine Françoise d'Orléans (1844-1925). Robert d'Orléans est l'arrière-arrière grand-père du comte de Paris, prétendant orléaniste au trône de France sous le nom de Jean d'Orléans.

## Biographie

### Jeunesse
Elle grandit au château de Ludwigslust jusqu'à l'automne 1825 puis à Friedensbourg où sa belle-mère a décidé de s'installer.

### Un mariage heureux mais endeuillé (1837-1842)

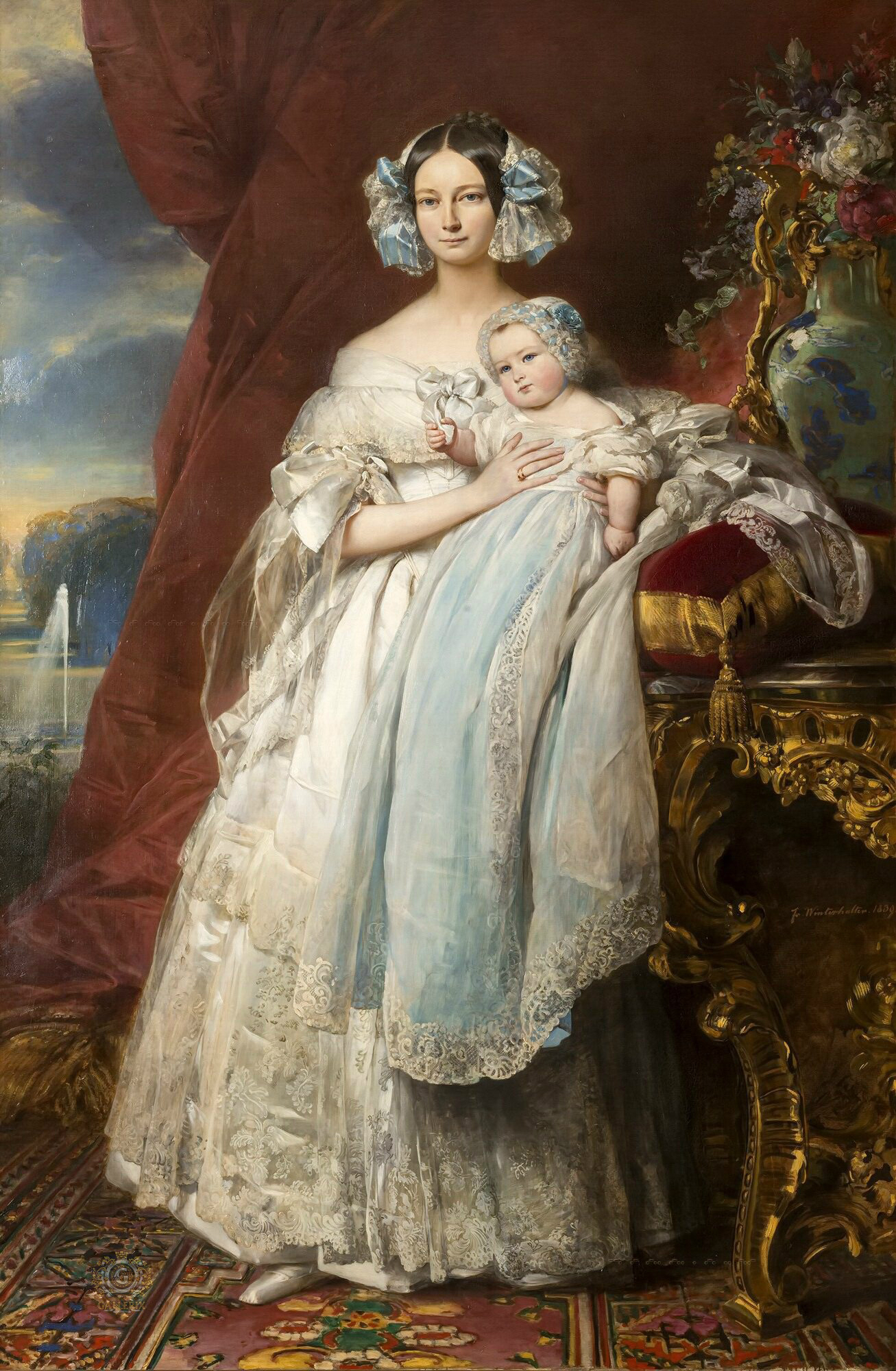
La duchesse d'Orléans et son fils, Philippe, comte de Paris, (1839)

Après avoir envisagé différents partis, la famille royale de France choisit la princesse Hélène de Mecklembourg-Schwerin pour épouser Ferdinand-Philippe d'Orléans.
Pour le duc d'Orléans, c'est une alliance convenable, mais sans éclat, même si la princesse est apparentée de loin au roi de Prusse, Frédéric-Guillaume III.
En revanche, pour l'ambitieuse Hélène, qui n'est pas particulièrement belle et passe pour libérale, il s'agit là d'un mariage brillant puisque Ferdinand-Philippe est appelé à succéder un jour à son père, déjà sexagénaire. C'est la raison pour laquelle, tout en conservant la religion protestante, la princesse accepte la demande en mariage, malgré les réticences de sa famille qui boude la cérémonie, durant laquelle Hélène n'est accompagnée que par sa belle-mère, Augusta de Hesse-Hombourg. 
Le duc et la duchesse d'Orléans forment un couple heureux et seule la reine Marie-Amélie se soucie quelque peu du protestantisme et du libéralisme de la princesse Hélène.
En 1837, grâce à l'entremise d'Alexandre Dumas, elle a comme professeur de dessin le peintre de paysage d'opinion républicaine Paul Huet. Cela amuse Dumas qu'un républicain se mette au service de la noblesse.
La princesse aurait popularisé la coutume germanique du sapin de Noël dans la bourgeoisie française à la mode, qui redécouvrait dans le même temps les vertus du « cercle de famille ». La duchesse d'Orléans donne rapidement deux fils à la couronne, assurant ainsi la pérennité de la maison d'Orléans.
Le décès accidentel de son mari, en 1842, endeuille la famille royale et inquiète les Orléans, car le prince était populaire et laisse de très jeunes enfants. Elle prend comme secrétaire des commandements, le secrétaire de son mari Adolphe Asseline qui sera le conseiller de ses deux fils.

### La révolution de 1848
En février 1848, le roi Louis-Philippe est poussé par la révolution à l'abdication. Il quitte le territoire français sans résister aux insurgés.
Cependant, la duchesse d'Orléans n'est pas disposée à renoncer aux droits de ses deux enfants, le comte de Paris et le duc de Chartres. Elle se présente donc à l’Assemblée avec eux, accompagnée par son beau-frère, Louis d'Orléans, duc de Nemours, pour essayer de faire proclamer l’aîné roi des Français. Conscient de son impopularité, le duc de Nemours est prêt à renoncer au titre de régent (qu'une loi de 1842 lui a octroyé), au profit de sa belle-sœur. Mais cette tentative est un échec : l'assemblée proclame la république.

### L'exil (1848-1858)
Hélène de Mecklembourg-Schwerin gagne alors l'Allemagne avec ses enfants et c'est le début d'une longue période d'errance.
Pendant la Deuxième République et les débuts du Second Empire, elle maintient ses positions politiques et continue à clamer les droits du jeune comte de Paris. Elle empêche ainsi pendant longtemps les princes d'Orléans de se rapprocher du prétendant légitimiste au trône de France, Henri d'Artois, « comte de Chambord », et de réunir ainsi définitivement les monarchistes français.
La princesse meurt en 1858 d'une grippe contractée en soignant son fils cadet Robert, duc de Chartres, pendant un voyage en Angleterre.
Son gisant est situé à côté de celui de son époux, mais dans une partie extérieure de la chapelle royale de Dreux (Eure-et-Loir) du fait de son protestantisme.

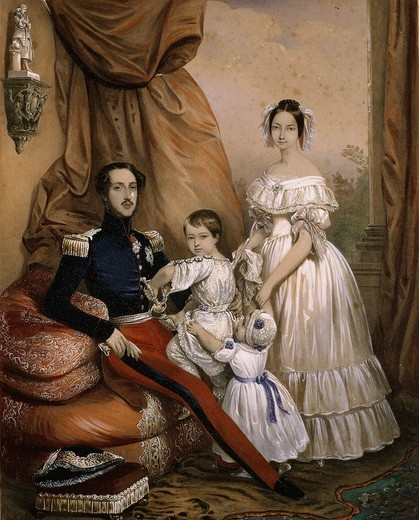
Ferdinand Philippe, son épouse Hélène et leurs deux fils.
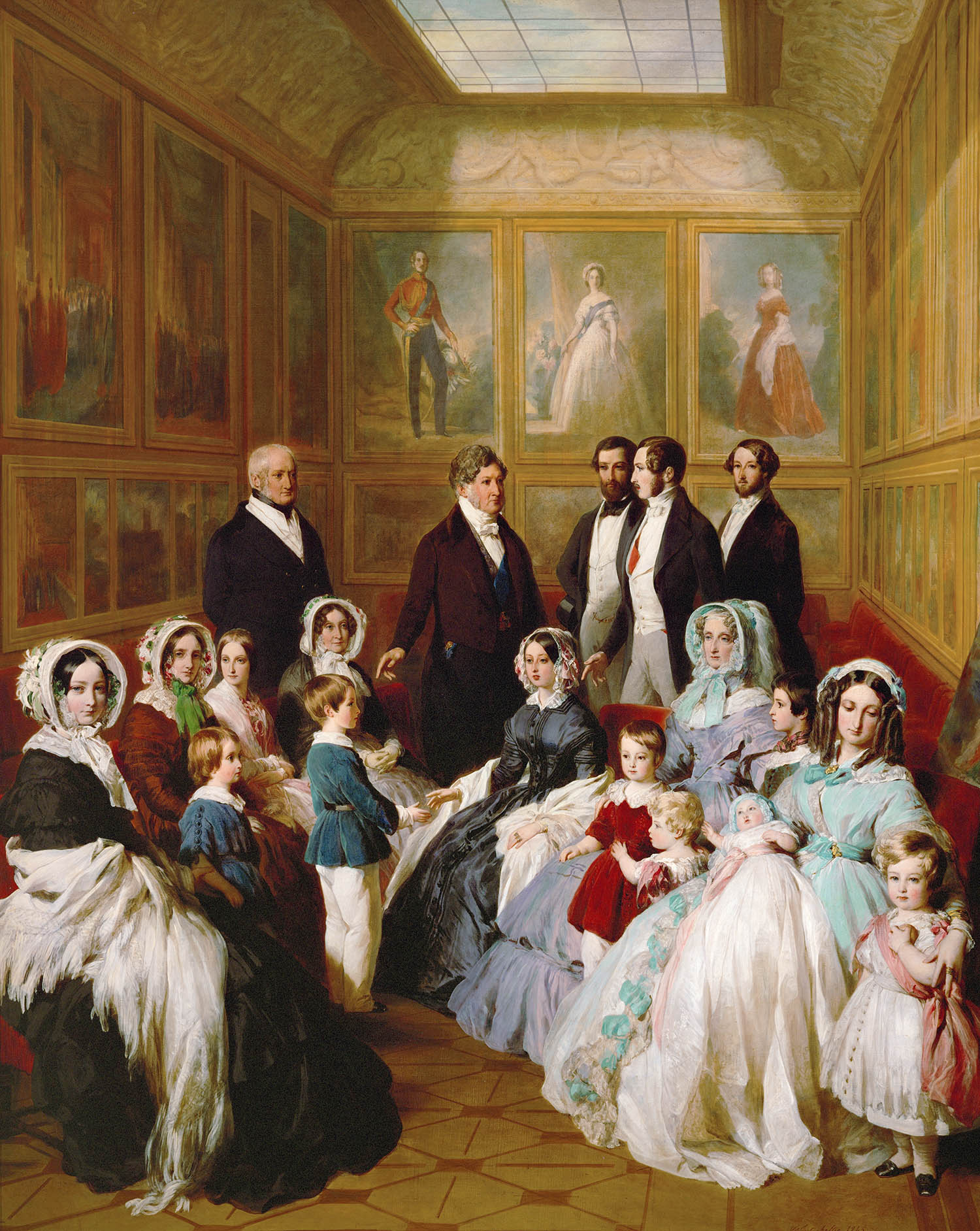
Réception de la reine Victoria par la famille royale en 1842.
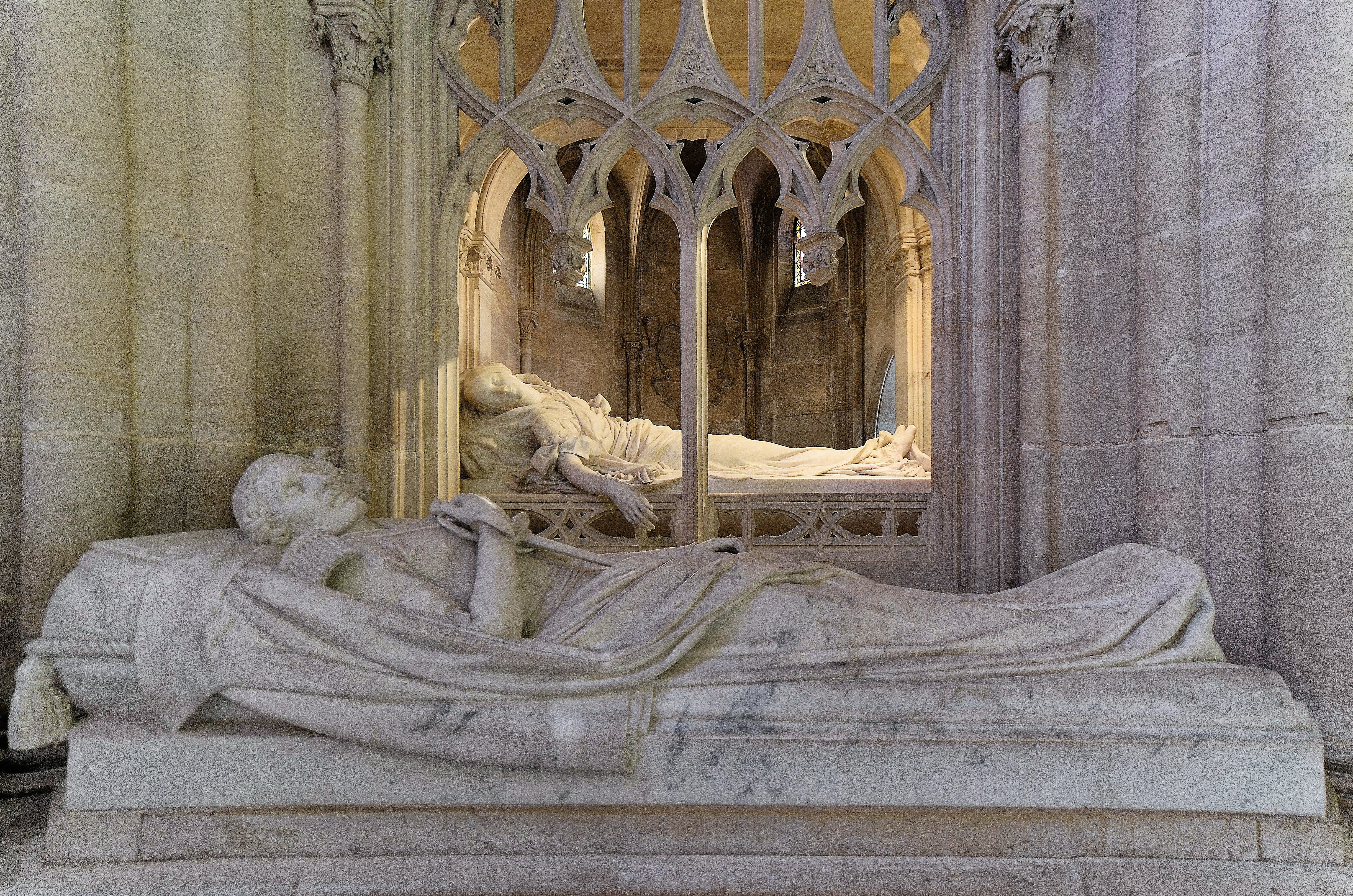
Gisants d'Hélène de Mecklembourg-Schwerin et de son époux dans la chapelle royale de Dreux.

## Titulature et décorations

### Titulature
- 24 janvier 1814 — 30 mai 1837 : Son Altesse la duchesse Hélène de Mecklembourg-Schwerin
- 30 mai 1837 — 17 mai 1858 : Son Altesse royale la duchesse d'Orléans

### Décorations dynastiques étrangères
- Dame de l'ordre de la Reine Marie-Louise (royaume d'Espagne)